# Cầu Cao Lãnh
Cầu Cao Lãnh là cây cầu dây văng được xây dựng bắc qua sông Tiền, nối liền thành phố Cao Lãnh và huyện Lấp Vò của tỉnh Đồng Tháp, Việt Nam. Cầu Cao Lãnh cách bến phà Cao Lãnh khoảng 0,8 km về phía hạ lưu sông Tiền và cách cầu Mỹ Thuận 35 km về phía thượng lưu sông. Cầu được khởi công xây dựng từ ngày 19 tháng 10 năm 2013 và thông xe vào ngày 27 tháng 5 năm 2018. Cầu Cao Lãnh cùng với cầu Vàm Cống là hai cây cầu trọng điểm nằm trong Dự án giao thông kết nối trung tâm Đồng bằng sông Cửu Long.
Cầu có chiều dài 2.015 m, rộng 24,5 m cho bốn làn xe cơ giới và hai làn xe thô sơ, với chiều cao trụ tháp bê tông cao 123 m và nhịp chính dài 350 m, vận tốc cho phép 80 km/h. Hai trụ tháp chữ H của cầu Cao Lãnh tượng trưng cho sự kết nối giữa hai nước Việt Nam và Úc khi xây cầu.
Nhà thầu xây dựng cầu là Cuu Long CIPM, CRBC và Vinaconex E&C. Ngoài hệ thống đèn chiếu sáng trên cầu, nhà thầu còn lắp đặt hệ thống đèn mỹ thuật cho các dây văng.